# Grotte de la Bigourdane
La grotte de la Bigourdane est une grotte ornée préhistorique située dans le département du Lot, sur le territoire de la commune de Saint-Géry. 
Cette grotte appartient à la commune et n'est pas visitable.

## Historique
André Ipiens a découvert des gravures paléolithiques dans la grotte le 3 octobre 1981. Les relevés et l'étude ont été faits par Michel Lorblanchet et André Ipiens.
La grotte a été inscrite au titre des monuments historiques le 8 juin 1994.

## Description physique
La grotte est située dans les falaises calcaires qui dominent la rive droite du Lot. La grotte ne comprend qu'une salle de 30 m x 10 m avec un sol fortement en pente vers l'extérieur.

## Les œuvres
Les gravures sont regroupées en 2 panneaux distincts :
- le panneau 1 est situé à 1 m au-dessus du sol. Il comprend des tracés incomplets non identifiés, et 2 cervidés tête-bêche qui ont été identifiés comme un renne adulte et un très jeune renne,
- le panneau 2 est situé à 2,20 m au-dessus du sol, un renne y est gravé.

Ces gravures ont été attribuées au Magdalénien III-IV et ont été rapprochées de la grotte de Sainte-Eulalie.